# Tênis de mesa nos Jogos Pan-Americanos de 2023 - Duplas femininas
O torneio de duplas femininas do tênis de mesa nos Jogos Pan-Americanos de 2023 foi disputado entre 29 e 31 de outubro de 2023 no Centro de Treinamento Olímpico, em Ñuñoa. Um total de 26 mesatenistas de 13 Comitês Olímpicos Nacionais (CON) participaram do evento.

## Calendário
Horário local (UTC−3).
| Data          | Hora  | Fase             |
| ------------- | ----- | ---------------- |
| 29 de outubro | 10:40 | Oitavas de final |
| 29 de outubro | 19:00 | Quartas de final |
| 31 de outubro | 13:20 | Semifinais       |
| 31 de outubro | 19:20 | Final            |

## Medalhistas
| Ouro   | USA Amy Wang e Rachel Sung                                        |
| Prata  | BRA Giulia Takahashi e Bruna Takahashi                            |
| Bronze | CHI Paulina Vega e Daniela Ortega PUR Adriana Díaz e Melanie Díaz |

## Resultados
As oitavas e quartas de final foram realizadas em 29 de outubro. As semifinais e a final ocorreram dois dias depois, em 31 de outubro de 2023. As perdedoras das semifinais garantiram automaticamente as medalhas de bronze.
| Oitavas de final | Oitavas de final                | Oitavas de final | Oitavas de final | Oitavas de final | Oitavas de final | Oitavas de final | Oitavas de final | Oitavas de final |  |  | Quartas de final | Quartas de final                | Quartas de final | Quartas de final | Quartas de final | Quartas de final | Quartas de final | Quartas de final | Quartas de final |  |  | Semifinal | Semifinal                       | Semifinal | Semifinal | Semifinal | Semifinal | Semifinal | Semifinal | Semifinal |  |  | Final | Final                           | Final | Final | Final | Final | Final | Final | Final |
|                  |                                 |                  |                  |                  |                  |                  |                  |                  |  |  |                  |                                 |                  |                  |                  |                  |                  |                  |                  |  |  |           |                                 |           |           |           |           |           |           |           |  |  |       |                                 |       |       |       |       |       |       |       |
|                  | USA A Wang USA R Sung           |                  |                  |                  |                  |                  |                  |                  |  |  |                  |                                 |                  |                  |                  |                  |                  |                  |                  |  |  |           |                                 |           |           |           |           |           |           |           |  |  |       |                                 |       |       |       |       |       |       |       |
|                  | Bye                             |                  |                  |                  |                  |                  |                  |                  |  |  |                  | USA A Wang USA R Sung           | 11               | 11               | 11               | 11               |                  |                  |                  |  |  |           |                                 |           |           |           |           |           |           |           |  |  |       |                                 |       |       |       |       |       |       |       |
|                  | COL C Téllez COL M Perdomo      | 7                | 9                | 11               | 11               | 4                | 11               | 11               |  |  |                  | VEN C Obando VEN R González     | 8                | 2                | 9                | 4                |                  |                  |                  |  |  |           |                                 |           |           |           |           |           |           |           |  |  |       |                                 |       |       |       |       |       |       |       |
|                  | VEN C Obando VEN R González     | 11               | 11               | 7                | 9                | 11               | 6                | 13               |  |  |                  |                                 |                  |                  |                  |                  |                  |                  |                  |  |  |           | USA A Wang USA R Sung           | 12        | 5         | 11        | 5         | 11        | 11        |           |  |  |       |                                 |       |       |       |       |       |       |       |
|                  | MEX C Barcenas MEX A Cossío     | 8                | 10               | 11               | 11               | 11               | 11               |                  |  |  |                  |                                 |                  |                  |                  |                  |                  |                  |                  |  |  |           | CHI P Vega CHI D Ortega         | 10        | 11        | 6         | 11        | 6         | 3         |           |  |  |       |                                 |       |       |       |       |       |       |       |
|                  | ECU A Arellano ECU N Paredes    | 11               | 12               | 6                | 6                | 8                | 6                |                  |  |  |                  | MEX C Barcenas MEX A Cossío     | 6                | 11               | 8                | 6                | 11               | 11               | 5                |  |  |           |                                 |           |           |           |           |           |           |           |  |  |       |                                 |       |       |       |       |       |       |       |
|                  | Bye                             |                  |                  |                  |                  |                  |                  |                  |  |  |                  | CHI P Vega CHI D Ortega         | 11               | 6                | 11               | 11               | 9                | 9                | 11               |  |  |           |                                 |           |           |           |           |           |           |           |  |  |       |                                 |       |       |       |       |       |       |       |
|                  | CHI P Vega CHI D Ortega         |                  |                  |                  |                  |                  |                  |                  |  |  |                  |                                 |                  |                  |                  |                  |                  |                  |                  |  |  |           |                                 |           |           |           |           |           |           |           |  |  |       | USA A Wang USA R Sung           | 11    | 5     | 7     | 12    | 11    | 4     | 11    |
|                  | BRA G Takahashi BRA B Takahashi | 11               | 11               | 11               | 11               |                  |                  |                  |  |  |                  |                                 |                  |                  |                  |                  |                  |                  |                  |  |  |           |                                 |           |           |           |           |           |           |           |  |  |       | BRA G Takahashi BRA B Takahashi | 7     | 11    | 11    | 10    | 8     | 11    | 6     |
|                  | DOM E Brito DOM E Castro        | 8                | 8                | 7                | 6                |                  |                  |                  |  |  |                  | BRA G Takahashi BRA B Takahashi | 6                | 11               | 11               | 11               | 3                | 11               |                  |  |  |           |                                 |           |           |           |           |           |           |           |  |  |       |                                 |       |       |       |       |       |       |       |
|                  | CAN J Xu CAN I Liao             | 10               | 2                | 11               | 5                | 3                |                  |                  |  |  |                  | CUB E Crespo CUB D Fonseca      | 11               | 8                | 6                | 6                | 11               | 6                |                  |  |  |           |                                 |           |           |           |           |           |           |           |  |  |       |                                 |       |       |       |       |       |       |       |
|                  | CUB E Crespo CUB D Fonseca      | 12               | 11               | 7                | 11               | 11               |                  |                  |  |  |                  |                                 |                  |                  |                  |                  |                  |                  |                  |  |  |           | BRA G Takahashi BRA B Takahashi | 14        | 11        | 12        | 8         | 12        |           |           |  |  |       |                                 |       |       |       |       |       |       |       |
|                  | EAI M Enríquez EAI L Cordero    | 8                | 9                | 9                | 11               | 11               | 11               | 12               |  |  |                  |                                 |                  |                  |                  |                  |                  |                  |                  |  |  |           | PUR A Díaz PUR M Díaz           | 12        | 1         | 10        | 11        | 10        |           |           |  |  |       |                                 |       |       |       |       |       |       |       |
|                  | ARG C Morelo ARG C Argüelles    | 11               | 11               | 11               | 3                | 6                | 9                | 10               |  |  |                  | EAI M Enríquez EAI L Cordero    | 3                | 4                | 7                | 9                |                  |                  |                  |  |  |           |                                 |           |           |           |           |           |           |           |  |  |       |                                 |       |       |       |       |       |       |       |
|                  | Bye                             |                  |                  |                  |                  |                  |                  |                  |  |  |                  | PUR A Díaz PUR M Díaz           | 11               | 11               | 11               | 11               |                  |                  |                  |  |  |           |                                 |           |           |           |           |           |           |           |  |  |       |                                 |       |       |       |       |       |       |       |
|                  | PUR A Díaz PUR M Díaz           |                  |                  |                  |                  |                  |                  |                  |  |  |                  |                                 |                  |                  |                  |                  |                  |                  |                  |  |  |           |                                 |           |           |           |           |           |           |           |  |  |       |                                 |       |       |       |       |       |       |       |